# ایمره رت
 ایمره رُت (مجاری: Róth Imre؛ ۱۷ ژوئیه ۱۸۷۱ – ۲۰ اوت ۱۹۴۸) یک معمار اهل مجارستان بود.